# ピエロ・ディ・コジモ

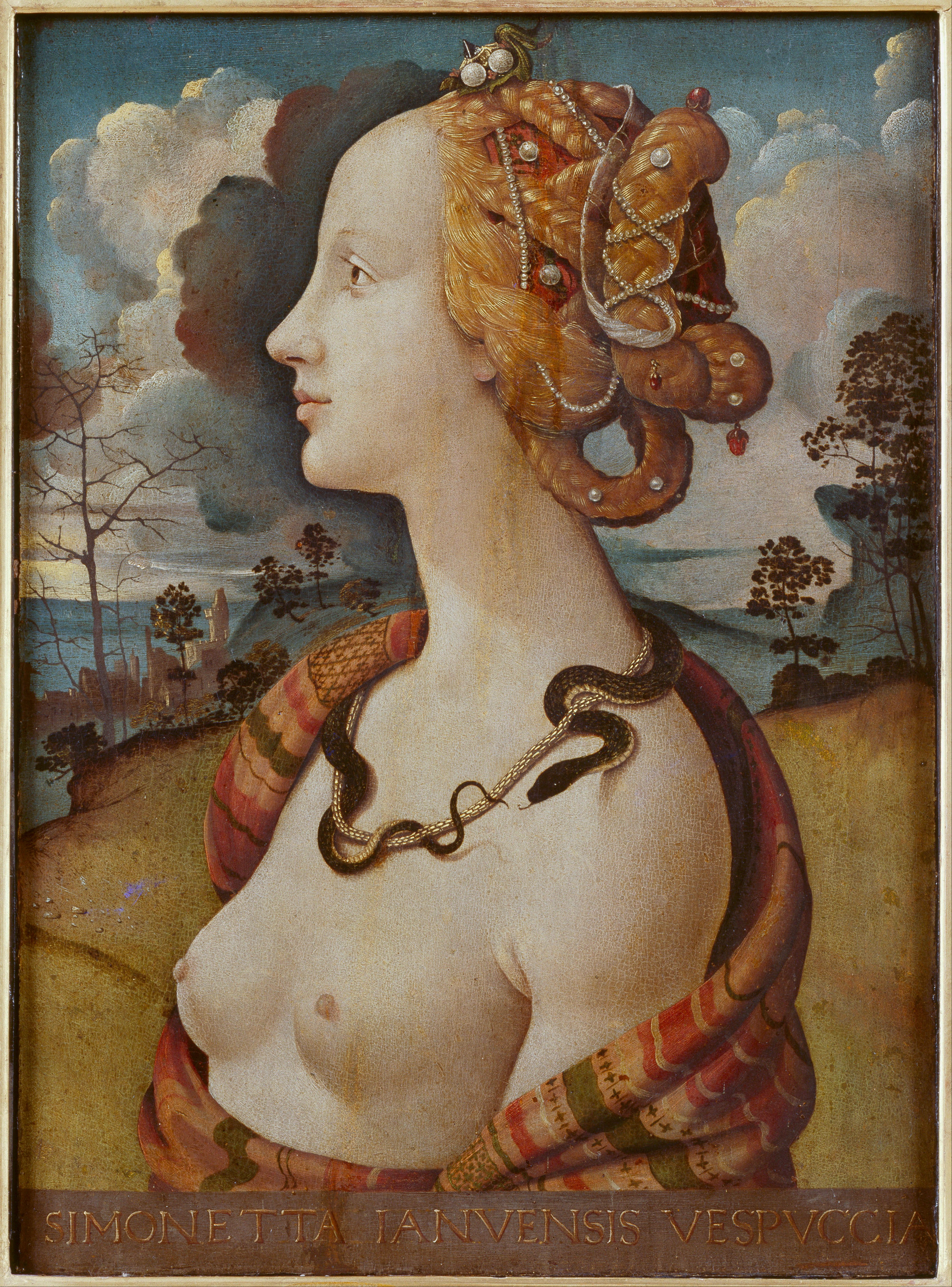
『シモネッタ・ヴェスプッチの肖像』(1480年代) コンデ美術館 (シャンティ)

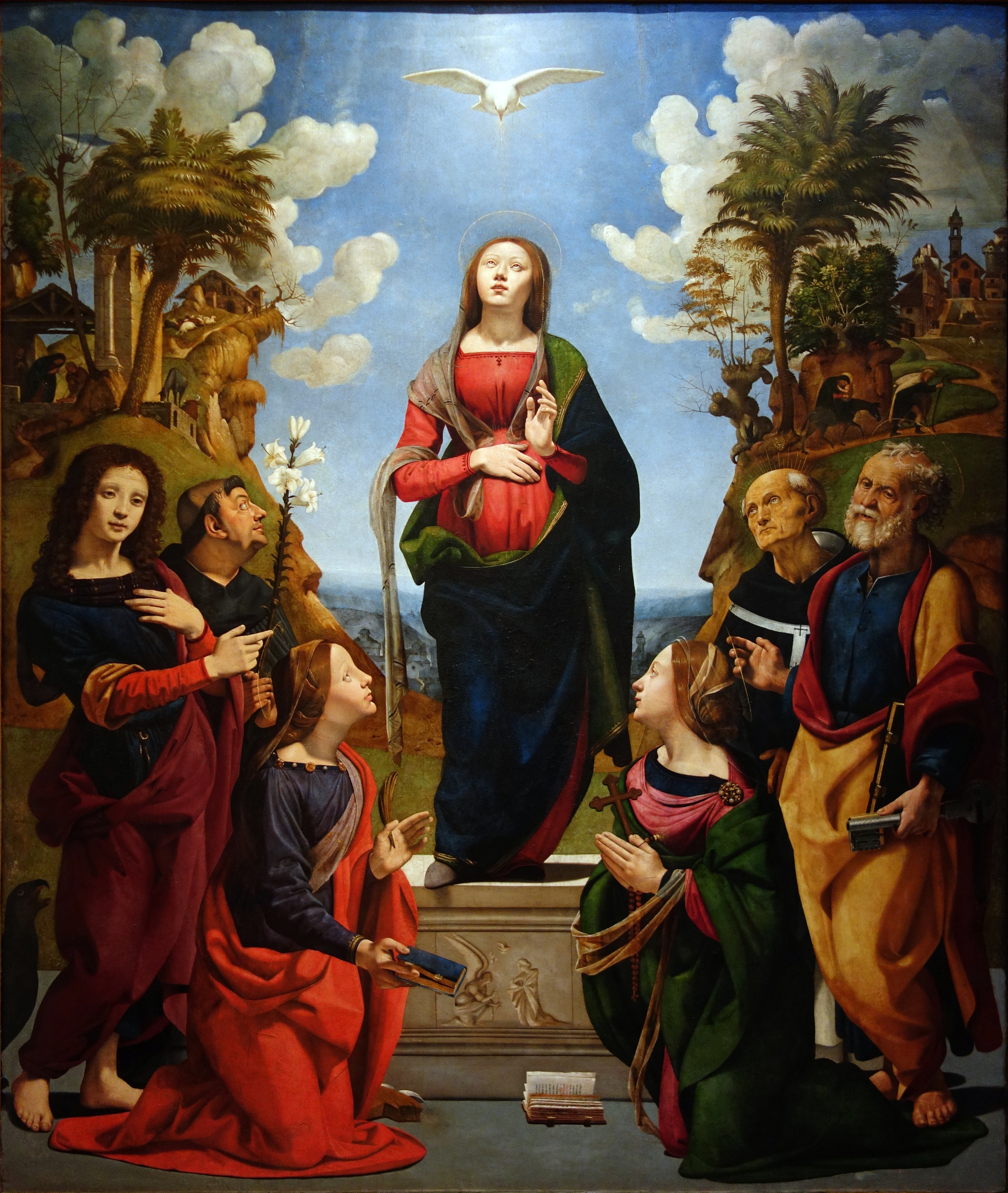
『聖人のいる無原罪の御宿り』(1485-1505年) ウフィツィ美術館 (フィレンツェ)

ピエロ・ディ・コジモ（Piero di Cosimo, 1462年頃 - 1521年）は、イタリア・ルネサンス期のフィレンツェで活動した画家。宗教画のほか、古代の神話などに想を得た幻想的な作品を多数残しており、イタリア盛期ルネサンスにおける異色の画家である。

## 生涯
ピエロは本名をピエロ･ディ･ロレンツォ（Piero di Lorenzo）という。1462年頃フィレンツェに生まれ、画家コジモ・ロッセリのもとで修業した。ピエロ・ディ・コジモという通称はこの師匠の名に由来する。ピエロの生涯については、ジョルジョ・ヴァザーリの『画家・彫刻家・建築家列伝』以外に確実な資料が少なく、不明な点が多い。残された作品も年代の明らかなものが少なく、彼の生涯や作風の変遷を時代を追って述べることは困難である。作品はヴェスプッチ家などの私的な注文によって描いたものが多く、教会などの公的な注文による作品は少ない。このこともピエロの履歴を追うことを困難にしている。また、同時代のボッティチェッリなどと違い、当時フィレンツェを支配していたメディチ家とも疎遠であったと言われる。
1481年、ピエロは師のロッセリとともにバチカンのシスティーナ礼拝堂の壁画装飾に携わり、ロッセリが担当していた壁画『山上の垂訓』の背景部分を手伝ったという。画業の初期においてピエロはネーデルラントの画家ヒューホ・ファン・デル・フースの写実表現の影響を受けている。当時（1480年代初頭）、フィレンツェのサンタ･マリア･ヌオーヴァ病院付属聖堂にはファン・デル・フースの描いた『ポルティナーリの祭壇画』（現・ウフィツィ美術館蔵）があった。ファン・デル・フースの影響はピエロの作品のうち特に『羊飼いの礼拝』（ベルリン美術館）に顕著である。また、『シモネッタ・ヴェスプッチの肖像』などに見られるスフマート（ぼかし技法）にはレオナルド・ダ・ヴィンチの影響も指摘されている。
『画家・彫刻家・建築家列伝』の著者ヴァザーリによれば、ピエロは人嫌いの変わり者であったとされ、自宅の庭を「自然のままがよいのだ」と言って雑草が生い茂るままにしていたなどのエピソードを挙げている。

## 作品
ピエロの作品は数十点現存しているが、制作年代のはっきりしないものが多い。技法はテンペラと油彩ともにあり、テンペラ画の方が比較的初期の作品と思われる。
宗教画では、フィレンツェの聖母マリア下僕会修道院にあった『聖人のいる無原罪の御宿り』、または『キリストの顕現』（1485-1505年）、フィレンツェのサント・スピリト聖堂カッポーニ家礼拝堂にあった『聖ニコラウスと聖アントニウスのいる聖母のエリザベト訪問』（1480年代）などがよく知られる。前者は比較的珍しい画題で、中央に幼子イエスを伴わないマリアを立たせる構図が特色である。
ピエロは、キリスト教関連の絵画のほかに、古代神話を題材にした『アンドロメダを救うペルセウス』、『プロクリスの死』、『ラピテス族とケンタウロスの戦い』（オウィディウスの『変身物語』に想を得ている）などの作品や、原始人類の進化の物語を描いたシリーズなどを残している。これらの作品には半人半獣のキャラクターや怪物などの姿が実在するものであるかのように生き生きと描かれている。裸体群像の作風にはルカ・シニョレッリの影響が見られる。
肖像画の作品もいくつかあり、中でも『シモネッタ・ヴェスプッチの肖像』がよく知られる。モデルの女性は半裸で、奇抜な髪型をし、首飾りには蛇が巻き付いているなど、一見して普通の肖像画ではないことが見てとれる。シモネッタは、ジュリアーノ・ディ･メディチの愛人で絶世の美人として知られた。彼女は1476年に他界しており、ピエロが絵の修業を始めた1480年代初めにはすでに過去の人であった。当然、この肖像画も本人を目の前にして描いたものではなく、想像によるものである。なお、この絵のモデルをシモネッタとすることについては異説もある。

## 代表作
- 『聖人のいる無原罪の御宿り』（1485-1505年代）ウフィッツィ美術館所蔵
- 『聖ニコラウスと聖アントニウスのいる聖母のエリザベト訪問』（1480年代）ワシントン・ナショナル・ギャラリー所蔵
- 『森の火事』（1480年代）オックスフォード、アシュモリアン美術館所蔵
- 『シモネッタ・ヴェスプッチの肖像』（1480年代）シャンティー（フランス）、コンデ美術館所蔵
- 『原始的な狩り』（1494-1500年ごろ）メトロポリタン美術館所蔵

## ギャラリー

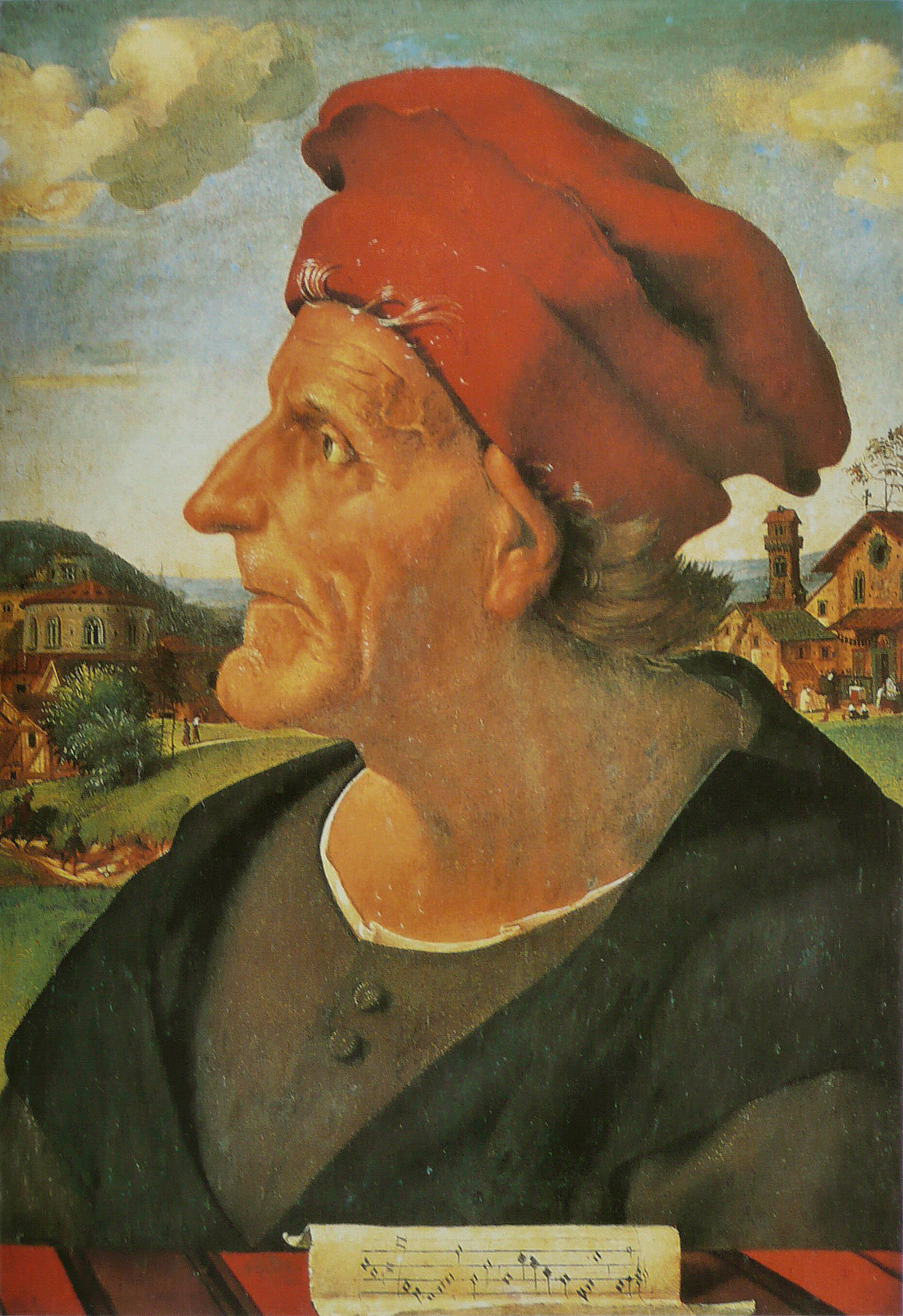
『フランチェスコ・ジャンベルティの肖像』 アムステルダム国立美術館蔵
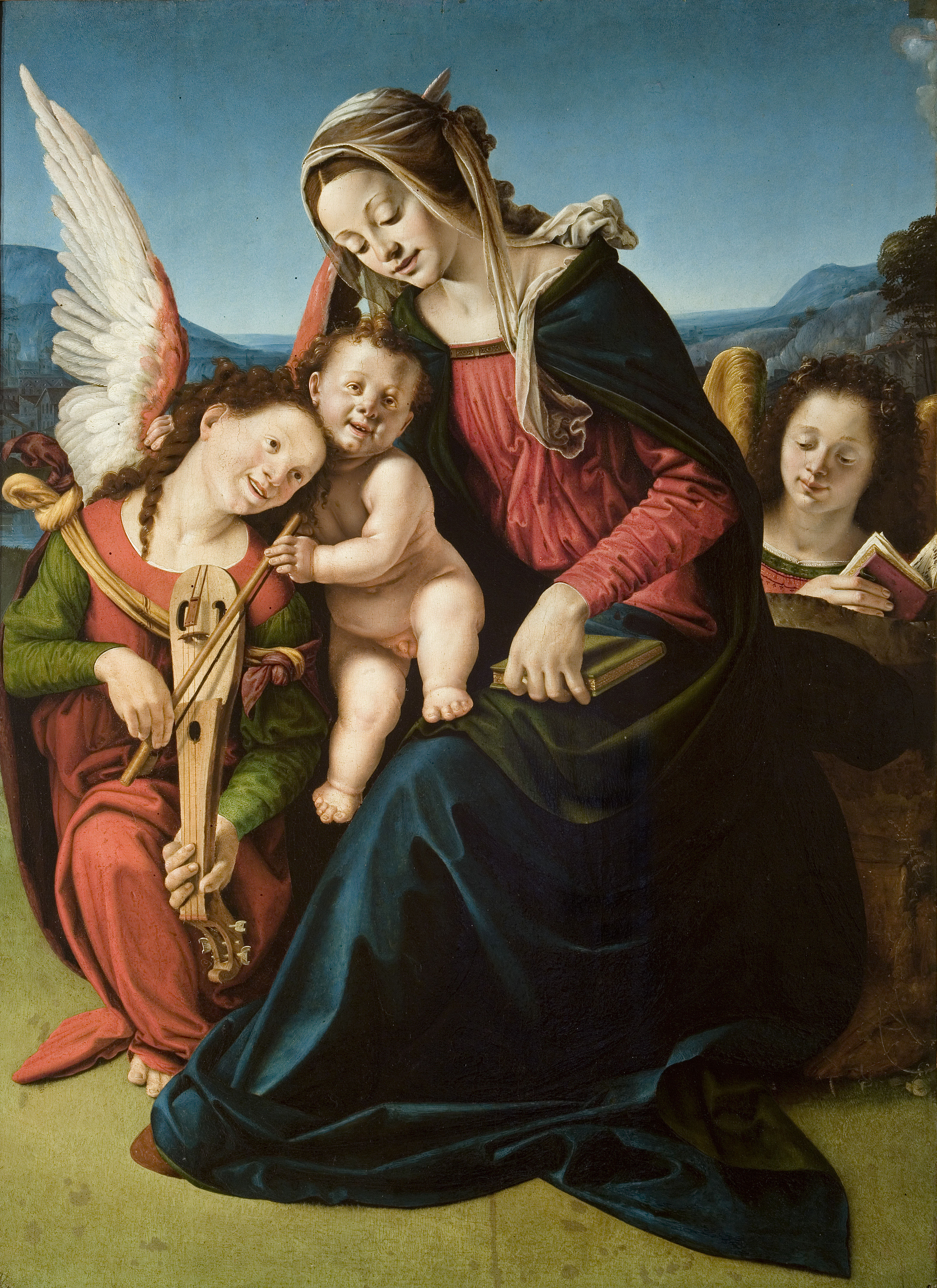
『聖母とエンジェル』
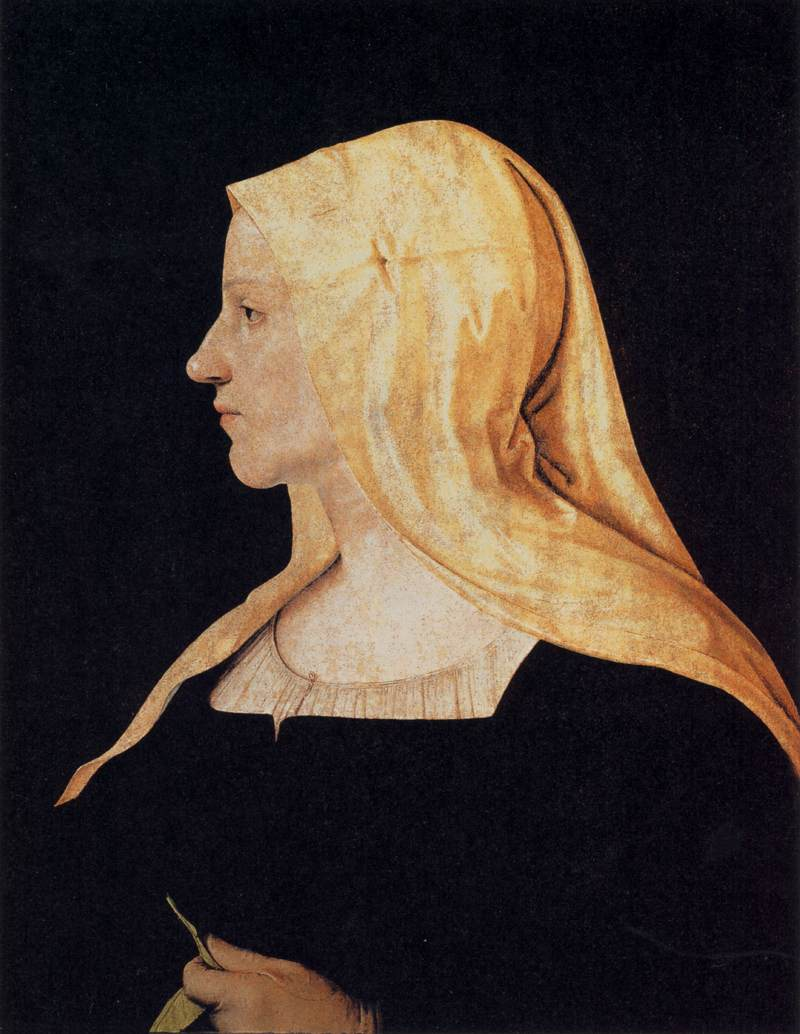
女性像
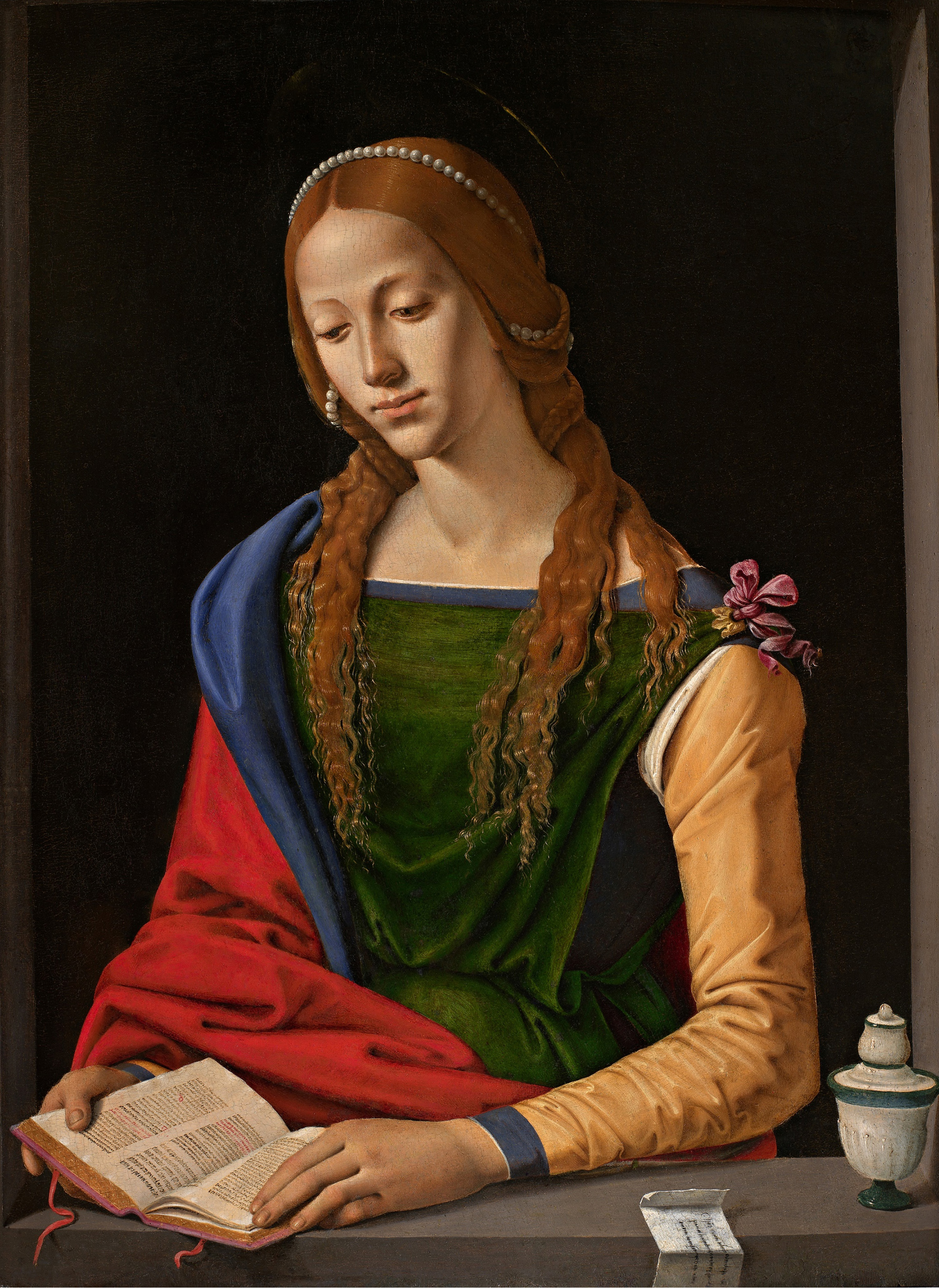
マグダラのマリア